# Подстрана
Подстрана је насељено место и седиште општине у Сплитско-далматинској жупанији, Република Хрватска.

## Историја
До територијалне реорганизације у Хрватској налазила се у саставу старе општине Сплит.

## Становништво
На попису становништва 2011. године, општина, одн. насељено место Подстрана је имала 9.129 становника.

### Општина Подстрана
| Број становника по пописима | Број становника по пописима | Број становника по пописима | Број становника по пописима | Број становника по пописима | Број становника по пописима | Број становника по пописима | Број становника по пописима | Број становника по пописима | Број становника по пописима | Број становника по пописима | Број становника по пописима | Број становника по пописима | Број становника по пописима | Број становника по пописима | Број становника по пописима |
| --------------------------- | --------------------------- | --------------------------- | --------------------------- | --------------------------- | --------------------------- | --------------------------- | --------------------------- | --------------------------- | --------------------------- | --------------------------- | --------------------------- | --------------------------- | --------------------------- | --------------------------- | --------------------------- |
| 1857                        | 1869                        | 1880                        | 1890                        | 1900                        | 1910                        | 1921                        | 1931                        | 1948                        | 1953                        | 1961                        | 1971                        | 1981                        | 1991                        | 2001                        | 2011                        |
| 562                         | 634                         | 689                         | 814                         | 990                         | 973                         | 926                         | 1.175                       | 912                         | 958                         | 933                         | 1.747                       | 2.798                       | 5.240                       | 7.341                       | 9.129                       |

Напомена: Настала из старе општине Сплит. Од 1857. до 1971. део података садржан је у граду Сплиту.

### Подстрана (насељено место)
| Број становника по пописима | Број становника по пописима | Број становника по пописима | Број становника по пописима | Број становника по пописима | Број становника по пописима | Број становника по пописима | Број становника по пописима | Број становника по пописима | Број становника по пописима | Број становника по пописима | Број становника по пописима | Број становника по пописима | Број становника по пописима | Број становника по пописима | Број становника по пописима |
| --------------------------- | --------------------------- | --------------------------- | --------------------------- | --------------------------- | --------------------------- | --------------------------- | --------------------------- | --------------------------- | --------------------------- | --------------------------- | --------------------------- | --------------------------- | --------------------------- | --------------------------- | --------------------------- |
| 1857                        | 1869                        | 1880                        | 1890                        | 1900                        | 1910                        | 1921                        | 1931                        | 1948                        | 1953                        | 1961                        | 1971                        | 1981                        | 1991                        | 2001                        | 2011                        |
| 562                         | 634                         | 689                         | 814                         | 990                         | 973                         | 926                         | 1.175                       | 912                         | 958                         | 933                         | 1.747                       | 2.798                       | 5.240                       | 7.341                       | 9.129                       |

Напомена: Исказује се као самостално насеље од 1981. настало издвајањем дела насеља Сплит (град Сплит). До 1948. исказивано као самостално насеље, а од 1953. до 1971. као део насеља Сплит (град Сплит). У 1991. повећано припајањем насеља Строжанац које се у 1981. исказивало као самостално насеље. За то бивше насеље садржи податке у 1857., 1869., 1921. и 1931.

### Попис1991.
На попису становништва 1991. године, насељено место Подстрана је имало 5.240 становника, следећег националног састава:
| Попис 1991.‍   | Попис 1991.‍  | Попис 1991.‍ | Попис 1991.‍ | Попис 1991.‍ |
| ------------- | ------------ | ----------- | ----------- | ----------- |
|               |              |             |             |             |
| Хрвати        | Хрвати       |             | 4.952       | 94,50%      |
| Срби          | Срби         |             | 56          | 1,06%       |
| Југословени   | Југословени  |             | 35          | 0,66%       |
| Муслимани     | Муслимани    |             | 19          | 0,36%       |
| Албанци       | Албанци      |             | 18          | 0,34%       |
| Словенци      | Словенци     |             | 10          | 0,19%       |
| Црногорци     | Црногорци    |             | 9           | 0,17%       |
| Мађари        | Мађари       |             | 2           | 0,03%       |
| Македонци     | Македонци    |             | 2           | 0,03%       |
| Пољаци        | Пољаци       |             | 2           | 0,03%       |
| Италијани     | Италијани    |             | 1           | 0,01%       |
| Јевреји       | Јевреји      |             | 1           | 0,01%       |
| Немци         | Немци        |             | 1           | 0,01%       |
| Румуни        | Румуни       |             | 1           | 0,01%       |
| Руси          | Руси         |             | 1           | 0,01%       |
| остали        | остали       |             | 3           | 0,05%       |
| неопредељени  | неопредељени |             | 50          | 0,95%       |
| регион. опр.  | регион. опр. |             | 7           | 0,13%       |
| непознато     | непознато    |             | 70          | 1,33%       |
| укупно: 5.240 |              |             |             |             |